# Lutron
Lutron — американская компания, производитель решений для комплексного управления освещением. С момента создания компанией первого полупроводникового светорегулятора в 1959 году, получила известность, как один из пионеров в отрасли управления освещением.

## История компании
В 1959 году американский инженер Джоэль Спира (Joel Spira) сконструировал и запатентовал первый в мире полупроводниковый светорегулятор. Это изобретение легло в основу компании Lutron, которая появилась на рынке в 1961 году. Первая модель светорегулятора получила название Capri. Устройство имело компактный размер и низкое тепловыделение, что позволяло устанавливать его в стандартную монтажную коробку взамен обычного выключателя. Популярные в то время реостатные светорегуляторы использовались в основном на коммерческих объектах(по большей части в театрах), имели большие габариты и высокую стоимость. Capri стал первым массовым светорегулятором для бытового использования.
- В 1967 году был представлен первый диммируемый балласт для люминесцентных ламп

- Диммер RanaX, который увидел свет в 1989 представлял из себя модернизированный Nova со встроенным ИК-приемником, работал с разными типами нагрузок и продавался в комплекте с ИК пультом.

- В 1992 году компания выпускает систему управления освещением Homeworks.

- В 1993 году появились два знаковых для компании продукта. Grafik Eye — многоканальный диммер, совмещенный со сценарным контроллером, который позволял настроить освещение в отдельно взятом помещении здания, конференц зале или домашнем кинотеатре. Serena-моторизированные шторы с цифровым управлением, позволяющие задавать не только крайние положения Открыть и Закрыть, но и любые промежуточные.

- В 1997 на рынке США появилась беспроводная система управления освещением RadioRa. Решение работало с обратной связью, что позволяло знать уровни включения нагрузок в каждый момент времени.

- В апреле 2018 года Lutron Electronics объявила о поглощении производителя светодиодных ламп с беспроводным управлением Ketra.

- В январе 2019 Lutron объявила о покупке компании Limelight, которая специализируется на энергоэффективных решениях для управления освещением промышленных объектов, складов и парковочных пространств.

## Основная деятельность

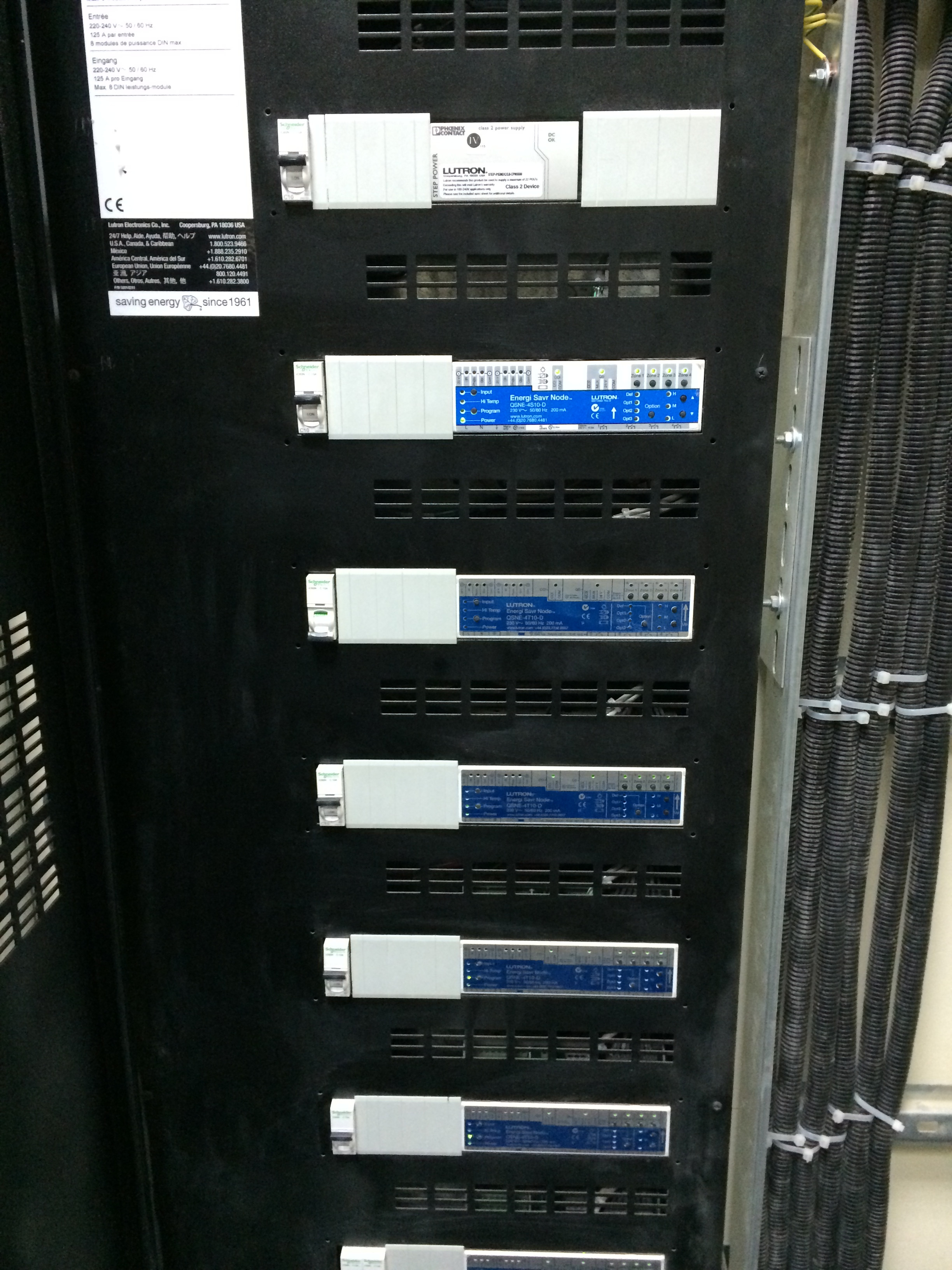
DIN шкаф Lutron с оборудованием

Lutron производит более 10 тыс. наименований продукции и владеет более 2700 патентами в области управления освещением. По результатам ежегодных опросов американского издания CePro компания занимает лидирующие позиции на рынке США в отраслях Управление Освещением и Моторизированные Шторы.
Начиная с 90-х годов прошлого века основной фокус компании направлен на производство и внедрение энергосберегающих технологий в освещении. Сменилось несколько поколений платформ для автоматизации зданий. В настоящий момент на рынке представлены две: Homeworks QS -систему управления для частных проектов и Quantum -решение для коммерческих зданий. Решения включают в себя диммеры и реле, датчики присутствия и освещенности, панели управления, термостаты итд. Помимо производства оборудования для управления искусственным освещением, компания производит моторизированные шторы Sivoia QS. Приводы Sivoia имеют низкие показатели по уровню шума (38 dB) и оснащены цифровым управлением, благодаря чему стало возможно точно управлять положением штор на их основе. Для рулонных штор изменение положения в течение дня может быть привязано к движению солнца относительно фасада здания, что используется для поддержания постоянного уровня освещенности на рабочих местах, препятствует проникновению прямых солнечных лучей и излишнему нагреву помещений летом.

## Lutron и IoT
C 2014 года в продажу поступила линейка Caseta Wireless -бюджетный стартовый набор для набирающего популярность рынка Интернет Вещей. Решение одним из первых на рынке вошло в первый релиз платформы Apple HomeKit . Линейка распространяется в виде готовых наборов, состоящих из центрального контроллера SmartBridge, нескольких диммеров и беспроводных пультов. Взаимодействие элементов системы осуществляется через беспроводной канал ClearConnect. Управление и настройка — с помощью бесплатного приложения для IPhone. Помимо управление освещением, доступна интеграция с термостатами Nest и Honeywell, а также шторами на батарейках Sivoia.
Большая часть потребительских решений Lutron совместима с экосистемами от Apple Homekit, Google и Amazon, а также мультипротокольными хабами от различных производителей.

## Судебные разбирательства
В 2014 году закончилось длившееся 5 лет судебное разбирательство Lutron против компании Crestron Electronics. Иск был подан из-за нарушения патентного права и заимствования технологий, которые используются в беспроводной системе управления освещением RadioRa. Суд обязал Crestron выплачивать роялти как за уже реализованную продукцию, так и за будущие продажи. Ранее похожие разбирательства вынудили Leviton, Vantage, Control4 и другие компании подписать похожие соглашения о признании прав Lutron.